# Chân dung Arnolfini
Chân dung Arnolfini (tên tiếng Anh: The Arnolfini Portrait, tên khác: Đám cưới Arnolfini, Chân dung Giovanni Arnolfini và vợ) là tác phẩm tranh sơn dầu trên tấm vẽ gỗ sồi năm 1434 của họa sĩ Jan van Eyck. Đây là một bức tranh chân dung được cho là phác họa thương nhân Giovanni di Nicolao Arnolfini và vợ, nhiều khả năng tại nhà riêng của họ ở Vlaanderen, Brugge.

## Tìm hiểu thêm
- Bedaux, Jan Baptist, "The reality of symbols: the question of disguised symbolism in Jan van Eyck's Arnolfini portrait", Simiolus: Netherlands Quarterly for the History of Art, volume 16, issue 1, pages 5–28, 1986, JSTOR
- Campbell, Lorne, The Fifteenth Century Netherlandish Paintings, London: National Gallery, 1998, ISBN 0-300-07701-7
- Carroll, Margaret D., "In the name of God and profit: Jan van Eyck's Arnolfini portrait", Representations, volume 44, pages 96–132, Autumn 1993, JSTOR
- Carroll, Margaret D., Painting and Politics in Northern Europe: Van Eyck, Bruegel, Rubens, and their Contemporaries, University Park, PA: Pennsylvania State University Press, 2008, ISBN 0-271-02954-4
- Colenbrander, Herman Th., "'In promises anyone can be rich!' Jan van Eyck's Arnolfini double portrait: a 'Morgengave'",  Zeitschrift für Kunstgeschichte, volume 68, issue 3, pages 413–424, 2005, JSTOR
- Crowe, Joseph A. and Cavalcaselle, Giovanni B., The Early Flemish Painters: Notices of their Lives and Works, London: John Murray, 1857
- Hall, Edwin, The Arnolfini Betrothal: Medieval Marriage and the Enigma of Van Eyck's Double Portrait, Berkeley: University of California Press, 1994, ISBN 0-520-08251-6. The text is also available from the California Digital Library.
- Harbison, Craig, "Sexuality and social standing in Jan van Eyck's Arnolfini double portrait", Renaissance Quarterly, volume 43, issue 2, pages 249–291, Summer 1990, JSTOR
- Harbison, Craig, Jan van Eyck, The Play of Realism, Reaktion Books, London, 1991, ISBN 0-948462-18-3
- Koster, Margaret L., "The Arnolfini double portrait: a simple solution", Apollo, volume 158, issue 499, pages 3–14, September 2003
- Levin, Janna, How the Universe Got Its Spots: Diary of a Finite Time in a Finite Space, Random House 2002 ISBN 1-4000-3272-5
- Panofsky, Erwin, "Jan van Eyck's Arnolfini Portrait", The Burlington Magazine for Connoisseurs, volume 64, issue 372, pages 117–119 + 122–127, March 1934, JSTOR
- Panofsky, Erwin, Early Netherlandish Painting, its Origins and Character (Volume 1), Cambridge: Harvard University Press, 1953
- Panofsky, Erwin, "Jan van Eyck's Arnolfini portrait", in Creighton, Gilbert, Renaissance Art, New York: Harper and Row, pages 1–20, 1970
- Postel, Jean-Philippe, L'Affaire Arnolfini, Arles: Actes Sud, 2016
- Weale, W.H. James, Notes sur Jean van Eyck, London: Barthès and Lowell, 1861 (In French)